# Nuit des Bouteilles brisées
La Nuit des bouteilles brisées (en portugais : Noite das Garrafadas) est une émeute qui est survenue à Rio de Janeiro, au Brésil, le 11 mars 1831, et qui a joué un rôle clé dans la chute de l'empereur Pierre Ier du Brésil.

## Déroulement
Malmenés par des bandes nationalistes qui les accusent de favoriser la re-colonisation du Brésil par le Portugal, les immigrés portugais de Rio de Janeiro ripostent le 11 mars 1831. Dans la capitale impériale, l'anarchie s'installe sans que le gouvernement ne parvienne à rétablir l'ordre.
En réaction, l'empereur Pierre Ier renvoie, le 5 avril, son cabinet libéral. Ce faisant, il accroît encore les tensions et des manifestations plus importantes se produisent le 6 avril. Soucieux d'éviter le bain de sang, l'empereur prend la décision d'abdiquer en faveur de son fils de cinq ans, le 7 avril.